# Як божевільний
«Як божевільний» (англ. Like Crazy) — американська мелодрама режисера Дрейка Доремуса 2011 року.

## В ролях

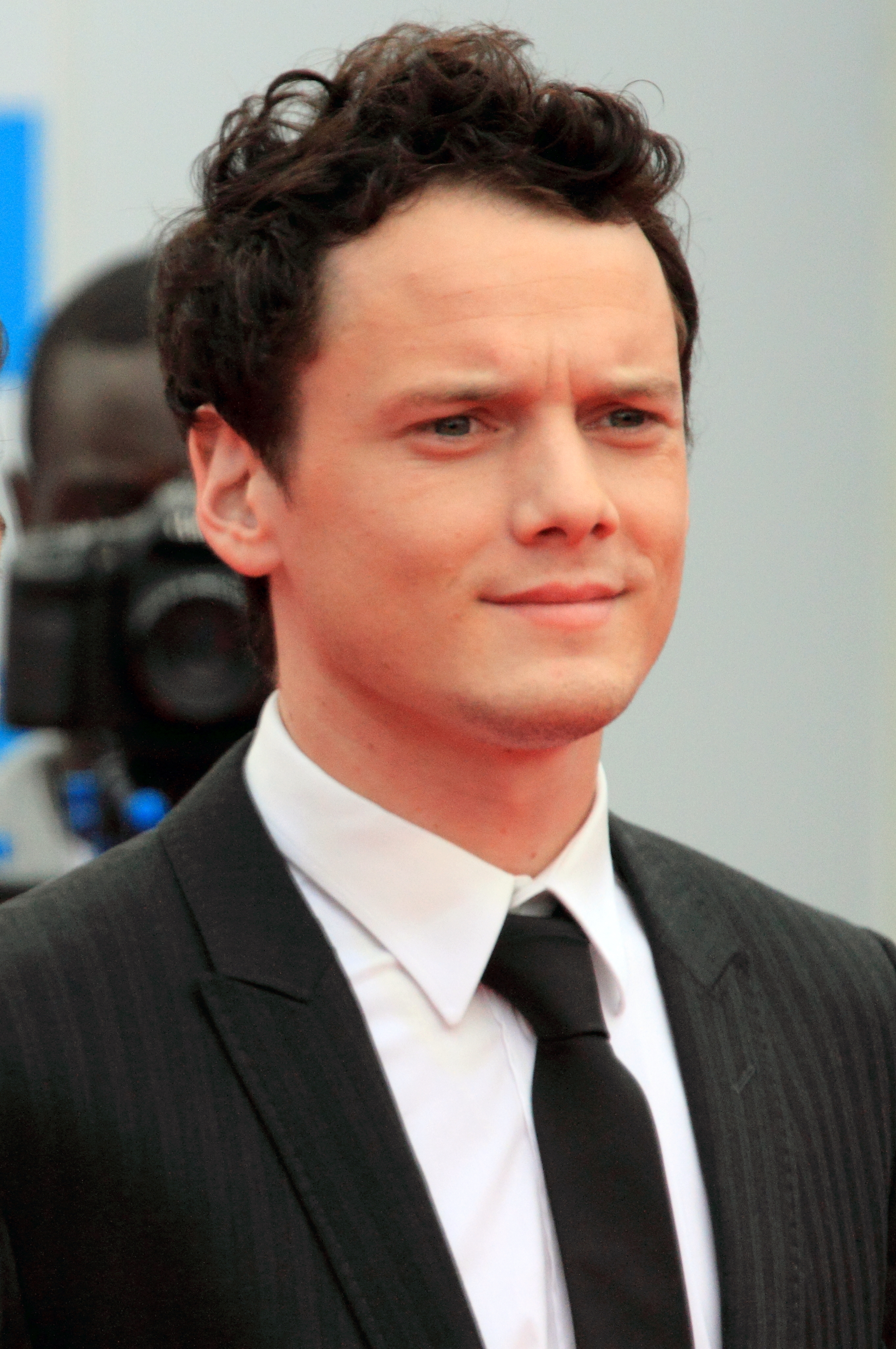
Антон Єльчін — Джейкоб Меттью Гелм
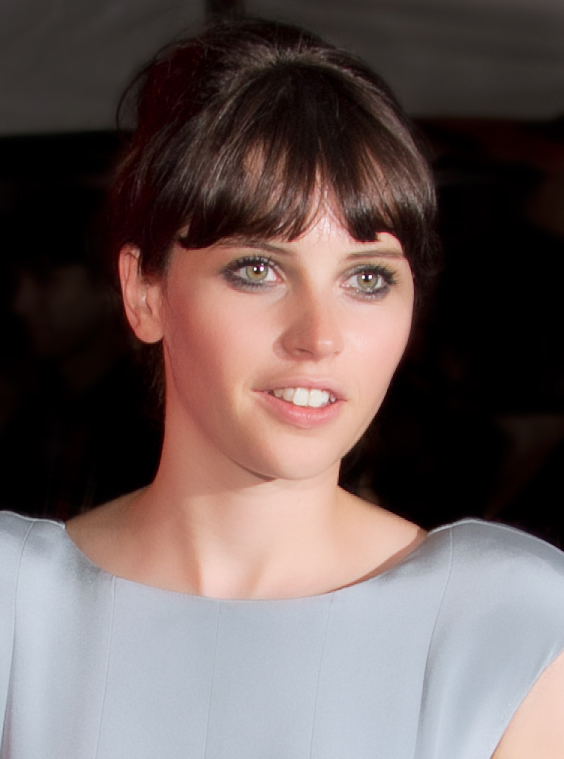
Фелісіті Джонс — Анна Марія Гарднер
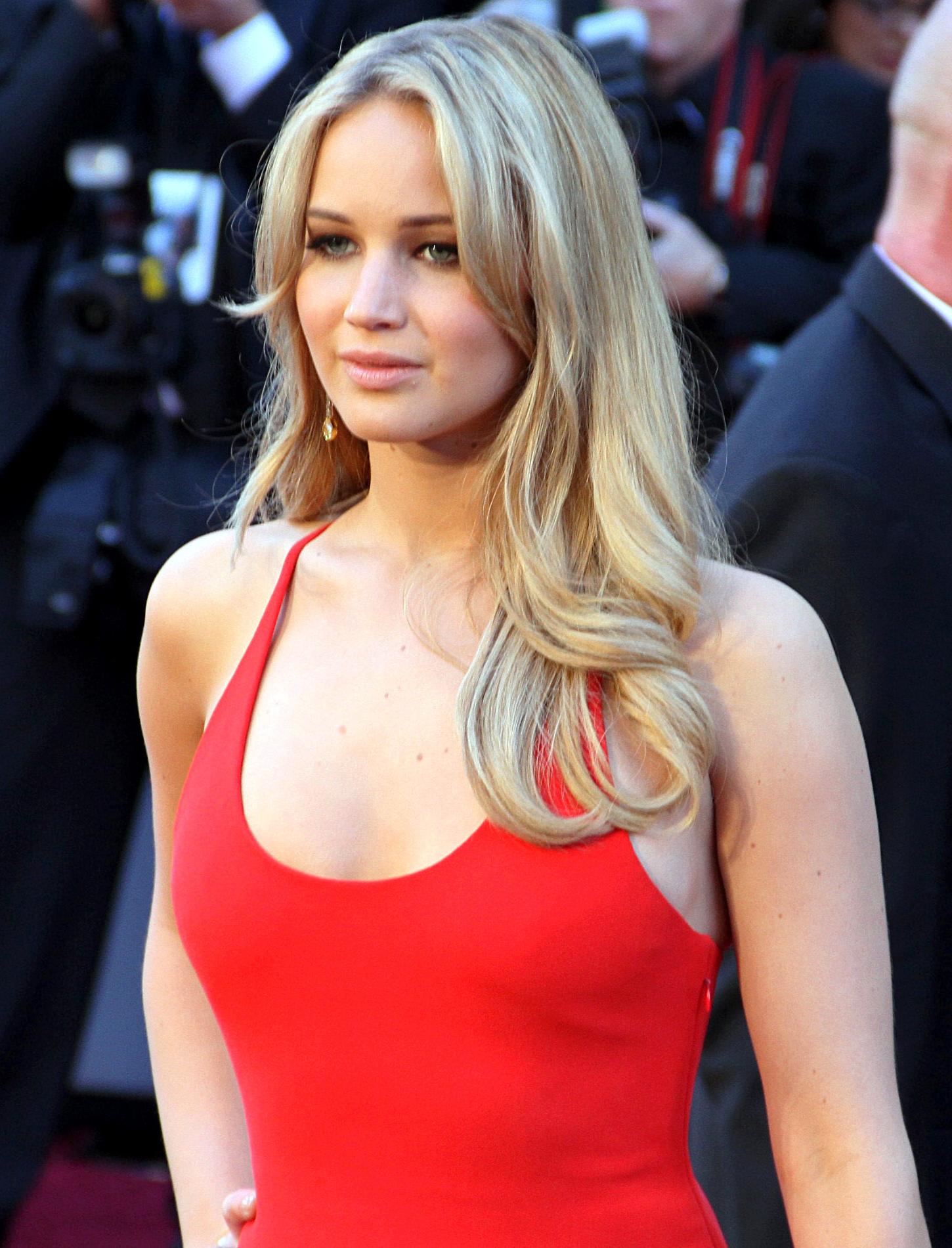
Дженніфер Лоуренс — Саманта
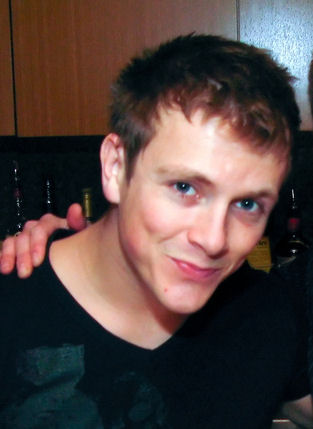
Чарлі Б'юлі — Саймон
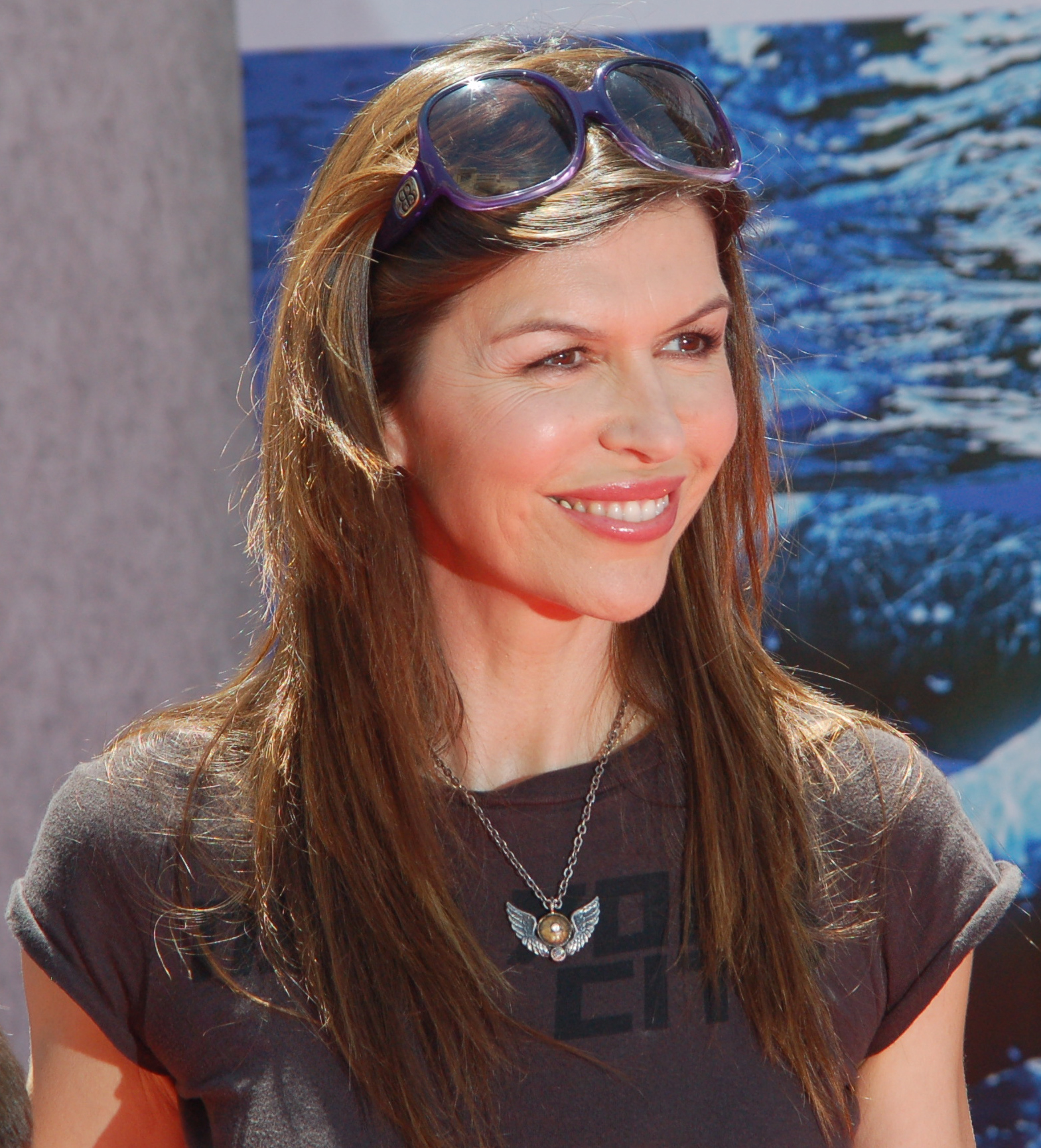
Фінола Г'юз — Ліз
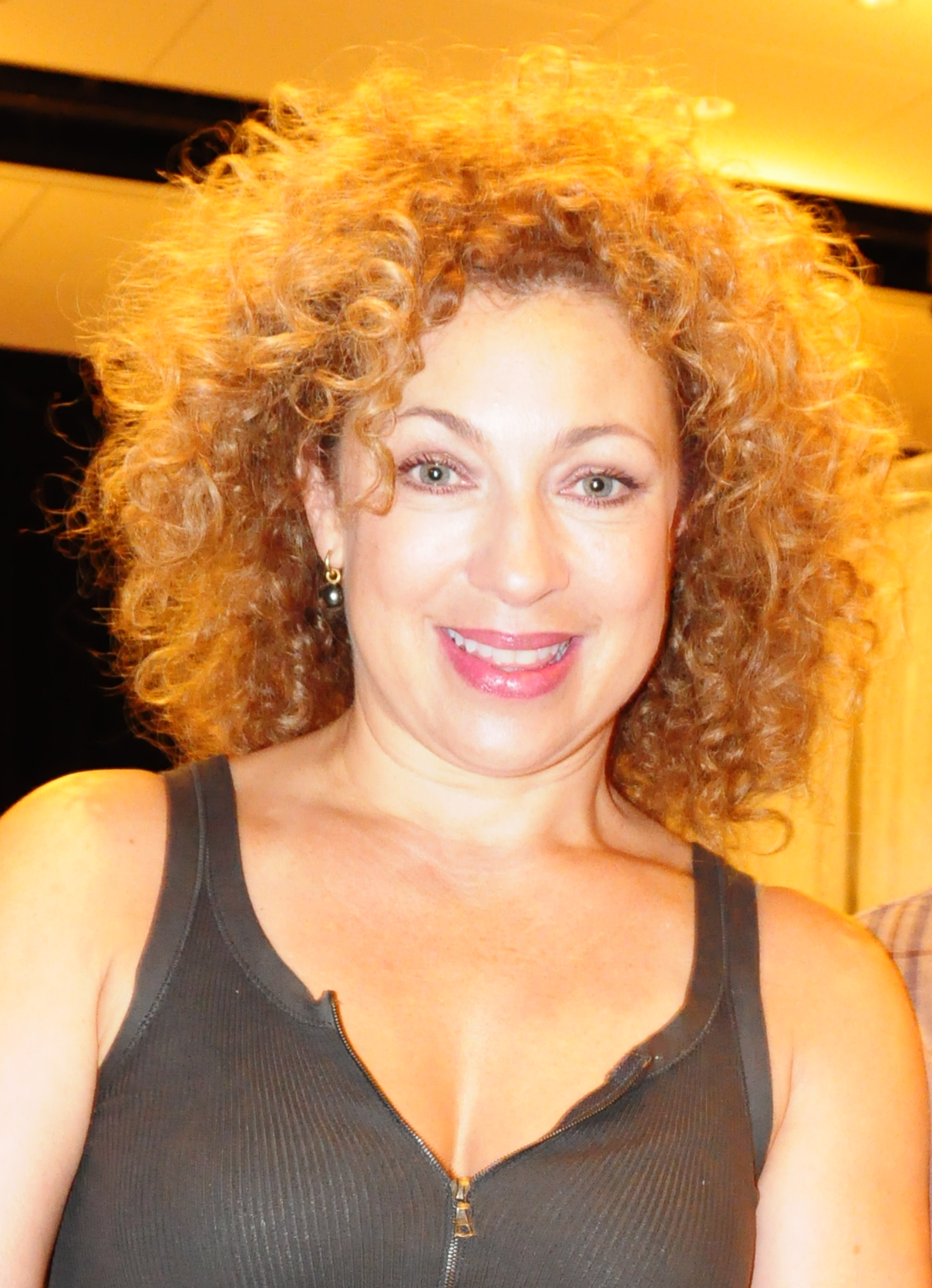
Алекс Кінґстон — Джекі Гарднер
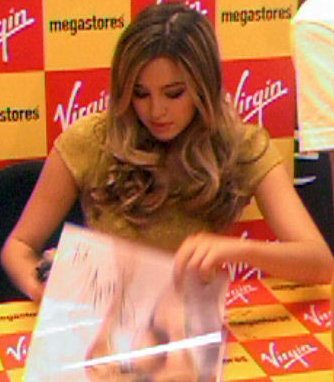
Кілі Гейзелл — Сабріна
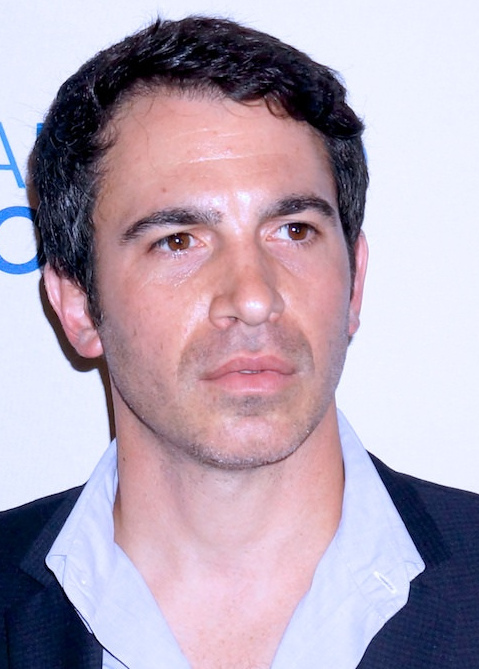
Кріс Мессіна — Майк Епплтрі

- Олівер Міаргед — Бернард Гарденр
- Бен Йорк Джонс — Росс
- Джеймі Томас Кінг — Елліот